# Scary World Theory
Scary World Theory è il secondo album in studio del gruppo musicale tedesco Lali Puna, pubblicato nel 2001 da Morr Music.

## Tracce
1. Nin-Com-Pop – 4:37
2. Middle Curse – 3:36
3. Bi-Pet – 3:12
4. Contratempo – 4:25
5. Scary World Theory – 4:43
6. 50 Faces Of – 3:55
7. Lowdown – 3:56
8. Don't Think – 3:57
9. Come On Home – 3:35
10. Satur-Nine – 1:30